# محقق التاكسي (رواية)
محقق التاكسي (بالإنجليزية: The Tax Inspector)‏ هي رواية للكاتب الأسترالي بيتر كاري، نشرت عام 1991، عن دار نشر جامعة كوينزلاند. 